# Calverton Park (Misuri)
Calverton Park es una villa ubicada en el condado de San Luis en el estado estadounidense de Misuri. En el Censo de 2010 tenía una población de 1293 habitantes y una densidad poblacional de 1.223,6 personas por km².

## Geografía
Calverton Park se encuentra ubicada en las coordenadas 38°45′56″N 90°18′38″O / 38.76556, -90.31056. Según la Oficina del Censo de los Estados Unidos, Calverton Park tiene una superficie total de 1.06 km², de la cual 1.06 km² corresponden a tierra firme y (0%) 0 km² es agua.

## Demografía
Según el censo de 2010, había 1293 personas residiendo en Calverton Park. La densidad de población era de 1.223,6 hab./km². De los 1293 habitantes, Calverton Park estaba compuesto por el 53.44% blancos, el 42.23% eran afroamericanos, el 0.15% eran amerindios, el 0.93% eran asiáticos, el 0% eran isleños del Pacífico, el 1.08% eran de otras razas y el 2.17% pertenecían a dos o más razas. Del total de la población el 2.86% eran hispanos o latinos de cualquier raza.